# SC Einheit Berlin
Der SC Einheit Berlin war ein Sportclub aus Ost-Berlin. Er wurde 1954 gegründet und 1963 zusammen mit dem SC Rotation Berlin sowie dem TSC Oberschöneweide zum TSC Berlin zusammengefasst.

## Geschichte
Ab 1954 wurden zur Förderung des Leistungssports im DDR-Sportsystem die Leistungssportsektionen aus den Betriebssportgemeinschaften (BSG) herausgelöst und in Sportclubs zusammengefasst. In Ost-Berlin gründete die Sportvereinigung Einheit am 9. November 1954 den SC Einheit Berlin, der die Leistungssportler der BSG Einheit Berliner Bär und BSG Einheit Nordost Berlin übernahm. Die Breitensportler verblieben in der BSG.
Teilweise waren bereits zuvor einzelne Mannschaften der BSGen in SC Einheit Berlin umbenannt worden. So traten die Eishockeyspieler bereits ein paar Tage vor der Gründung unter diesem Namen an.
Anfangs betrieb der SC Einheit die zehn Sektionen Turnen, Leichtathletik, Radsport, Eishockey, Eisschnelllauf, Eiskunstlauf, Kanusport, Rudern, Tennis und Tischtennis. 1958 wurden einige Sportarten, darunter Kanu, an den TSC Oberschöneweide abgegeben.
Im Jahr 1961 beschloss die SED-Bezirksleitung in Ost-Berlin, dass in der DDR-Hauptstadt ein neuer Sportclub als „ziviles Gegenstück“ zu den beiden bereits existierenden Sportvereinigungen der Nationalen Volksarmee (Armeesportvereinigung Vorwärts) und der Volkspolizei (Sportvereinigung Dynamo) geschaffen werden sollte. Zu diesem Zweck wurde der SC Einheit Berlin mit den Sportclubs SC Rotation Berlin und TSC Oberschöneweide am 18. Februar 1963 zum TSC Berlin zusammengefasst.

## Sportarten
Nachfolgend werden die Werdegänge verschiedener Sparten des Clubs geschildert. Die Liste der aufgeführten Sparten erhebt keinen Anspruch auf Vollständigkeit.

### Eishockey
Die von der BSG Einheit Berliner Bär übernommene Eishockey-Abteilung spielte bis 1963 in der Oberliga – der höchsten Spielklasse im DDR-Eishockey. Um die Zahl der Berliner Mannschaften in der Oberliga zu reduzieren, schloss sich 1960 der TSC Oberschöneweide der Eishockey-Mannschaft des SC Einheit an. Einheit wurde jeweils zweimal Vizemeister (1956 und 1957) und Dritter (1955 und 1958).
Zu den bekannten Spielern gehörte Joachim Ziesche, der mit der Eishockeynationalmannschaft der DDR mehrfach an internationalen Turnieren (WM, EM und Olympische Spiele) teilnahm.

### Fußball
Die Fußballer des SC Einheit waren wenig erfolgreich. Der größte Erfolg war die Qualifikation für die Ost-Berliner Bezirksliga 1955, als diese auf zwei Staffeln erweitert wurde. Einheit bestritt die sportlich unbedeutende Übergangsrunde 1955, als die Meisterschaft nach sowjetischem Vorbild an das Kalenderjahr angeglichen wurde, und stieg bereits 1956 wieder ab, nachdem die Bezirksliga wieder auf eine Staffel verkleinert wurde.

### Radsport

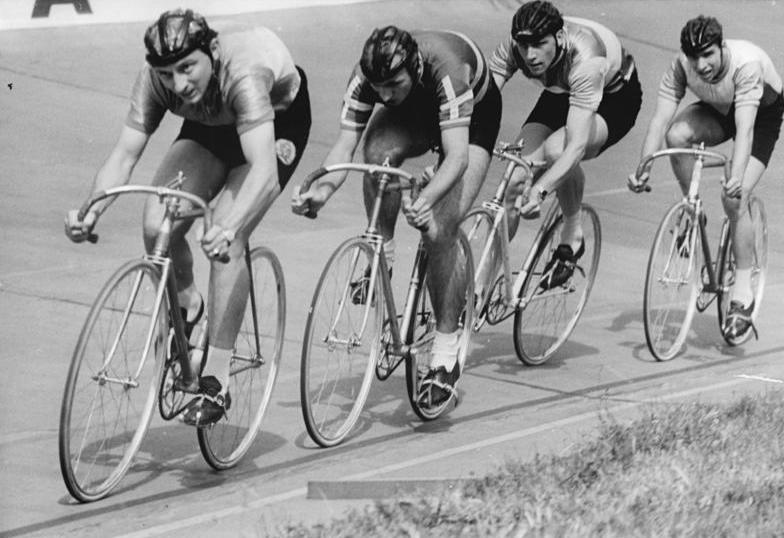
Die 4000-m-Meistermannschaft des SC Einheit 1961: Barleben, Köhler, Klieme und Schmelzer.

Der SC Einheit übernahm ebenfalls die Radsportler der BSG Einheit, darunter u. a. Werner Gallinge, Werner Malitz, Heinz Wahl, Fritz Jährling oder Jürgen Simon, die sowohl für Berliner Bär als auch den SC Einheit mehrere DDR-Meisterschaften im Bahnradsport gewannen. Zu den herausragendsten Fahrerinnen zählten Andrea Elle und Karin Stüwe. Folgende DDR-Meistertitel wurden vom SC Einheit Berlin gewonnen:
- Herren:
  - 5 × Sprint: 1955, 1956, 1959–1961
  - 1 × 1000-m-Zeitfahren: 1955
  - 4 × 4000-m-Einerverfolgung: 1956–1959
  - 2 × 4000-m-Mannschaftsverfolgung: 1961, 1962
  - 1 × Tandemrennen: 1955
  - 6 × Zweier-Mannschaftsfahren: 1955, 1957–1959, 1961, 1962
- Damen:
  - 3 × Sprint: 1960–1962
  - 2 × 500-m-Zeitfahren: 1961, 1962
  - 2 × 3000-m-Einerverfolgung: 1960, 1961

Darüber hinaus stellte Einheit mehrere Radfahrer für die gesamtdeutsche Mannschaft bei den Olympischen Sommerspielen 1960. Hier gewann Simon zusammen mit Lothar Stäber vom SC Dynamo Berlin im Tandem die Silbermedaille. Bernd Barleben und Siegfried Köhler gewannen in der 4000-Meter-Mannschaftsverfolgung zusammen mit Manfred Klieme und Peter Gröning von Dynamo Berlin ebenfalls Silber.

### Rudern

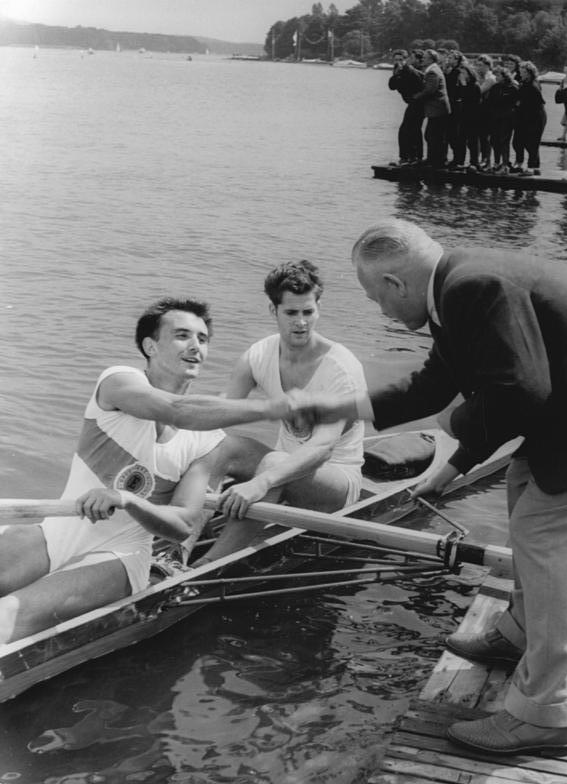
Achim Hill und Eberhard Hirschfelder werden 1957 DDR-Meister im Zweier ohne Steuermann.

Die Ruderer von Einheit konnten dem Club zahlreiche DDR-Meistertitel verschaffen. Zu den bekanntesten Ruderern zählte Achim Hill, der später zwei Mal die Silbermedaille bei den Olympischen Spielen 1960 und 1964 gewann. Folgende DDR-Meistertitel wurden vom SC Einheit gewonnen:
- 1 × Herren Einer (1954)
- 2 × Herren Zweier ohne Steuermann (1954 und 1957)
- 2 × Herren Zweier mit Steuermann (1957 und 1960)
- 1 × Herren Doppelzweier (1953 als Renngemeinschaft mit der SG Grünau)
- 1 × Frauen Einer (1957)
- 4 × Frauen Vierer mit Steuerfrau (1957–1960)